# ザ・インク・レコーズ
ジ・インク・レコーズ（The Inc. Records 旧マーダー・インク）は、1997年に立ち上げられたヒップホップ系のレコードレーベルである。アーブ・ゴティが代表を務めている。ジャルール、アシャンティ、キャデラック・ター、ヴィタ、チャーリー・バルティモア、ブラック・チャイルド、ロイドといった顔ぶれが、レーベルの歴史を彩ってきた。アシャンティが突如としてスターダムにのし上がったのも、チャーリー・バルティモアやボビー・ブラウンが再帰を果たしたのも、このレーベルの力によるところが大きい。ブラウンとバルティモアは、それぞれジャルールのシングル曲｢サグ・ラビン｣と｢ダウン・アス・チック｣に客演を果たした。レーベルの名を世に知らしめたのは、1999年のジャルールのアルバム「Venni Vetti Vecci LP」が数百万枚のヒットを記録したときである。これをきっかけとして、R&Bも含める形でレーベルの層が厚くしていった。2003年11月14日、ゴティは、レーベルの名を｢ジ・インク｣と改名することを決定した。｢殺人｣という響きを嫌う音楽ビデオチャンネルやCDショップに譲歩したというのが、一番の理由である。ニューヨーク市の麻薬取引の親玉であり、ゴティの幼馴染であるケニス・スプリーム・マクグリフが、このレーベルを通じて、マネーロンダリングを行っているという容疑が投げかけられた。2005年1月25日、ゴティとその兄弟クリスは出頭し、麻薬取引への関与を否定した。その後、1億円以上の保釈金を払い釈放された。結局、彼らは全ての容疑に関して無実であるとの判決を受けた。ザ･インクは、ユニバーサル・モータウン・グループと新たな配給契約を結んだ。2006年夏、オルタナティブ・ポップ歌手のヴァネッサ・カールトンと契約を結んだことは、世間を驚かせた。2010年、配給契約先をRCAレコードグループに移籍した。